# Janiw Katan
Janiw Katan (ur. 27 stycznia 1981 w Kirjat Atta w Izraelu) – izraelski piłkarz, reprezentant kraju. Grał na pozycji napastnika.

## Kariera sportowa
Katan w wieku dziewięciu lat rozpoczął treningi z drużyną Maccabi Hajfa. Jego kariera rozwijała się na tyle szybko, iż został dostrzeżony przez trenera seniorów i w wieku lat 16 trenował już wraz z pierwszym składem. W 2002 roku podczas meczu drugiej rundy eliminacyjnej Ligi Mistrzów przeciwko zespołowi FC Haka stał się drugim w historii (po Alonie Mizrachim) izraelskim piłkarzem, który zdobył trzy bramki na arenie klubowych rozgrywek europejskich - okazało się jednak, że nie został poprawnie zarejestrowany i jego gole unieważniono.
W grudniu 2005 roku Katan podpisał czteroletni kontrakt z West Ham United (w tym klubie grał w tym czasie również Josi Benajun – jego kolega z reprezentacji).
Jako jeszcze młody gracz nie miał szans w konkurencji z zawodnikami starszymi i bardziej doświadczonymi, którzy grali wtedy w drużynie Młotów (Marlon Harewood, Teddy Sheringham, Dean Ashton i Bobby Zamora) i po sezonie 2005/06 został wypożyczony do swojej byłej drużyny Maccabi Hajfa. W 2007 roku przeszedł na stałe do Maccabi, a w 2014 zakończył w nim swoją karierę.